# Luminița Anghel
Pour les articles homonymes, voir Anghel.
Luminița Anghel est une chanteuse-célébrité roumaine née le 7 octobre 1968.
Elle a représenté la Roumanie au Concours Eurovision de la chanson en 2005, accompagnée du groupe Sistem, interprétant la chanson Let me try et réalisant jusqu'à maintenant la meilleure performance de la Roumanie : une troisième place. 